# Stephan Vuckovic
Stephan Vuckovic (Reutlingen, 22 de junho de 1972) é um triatleta alemão que conquistou a medalha de prata nos Jogos Olímpicos de 2000.

## Carreira
Vuckovic competiu na primeira disputa do triatlo em Jogos Olímpicos, na edição de Sydney 2000. Ele ganhou a medalha de prata com um tempo total de 1:48:37.58. Sua parciais foram de 18min35.59 na natação, 58min52.10 no ciclismo e 31min09.89 na corrida.
Desde 2005 tem se dedicado as provas de longa distância, terminando no pódio do Ironman Canada de 2005 (segundo lugar) e o Ironman Lanzarote (terceiro lugar) de 2007. Seus resultados no Campeonato Mundial de Ironman no Havaí incluem um décimo lugar em 2005 (ganhando o título de "melhor estreante" naquele ano) e um 14º lugar em 2006.